# Chitchanok Xaysensourinthone
Chitchanok Xaysensourinthone (thailändisch ชิตชนก ไชยเสนสุรินธร, * 23. August 1994 in Lausanne), auch als Chitcha bekannt, ist ein thailändisch-schweizerisch-laotischer Fußballspieler.

## Karriere

### Verein
Chitchanok Xaysensourinthone erlernte das Fußballspielen in der Schweiz in den Jugendmannschaften vom Yverdon-Sport FC und dem FC Lausanne-Sport. Von 2010 bis Mitte 2013 stand er beim Yverdon-Sport FC aus Yverdon-les-Bains unter Vertrag. Von August 2011 bis Juni 2012 wurde er an die U-19 des italienischen Erstligisten Sampdoria Genua nach Genua ausgeliehen. Ebenfalls auf Leihbasis spielte er von Januar 2013 bis Juni 2013 in Thailand bei Buriram United. Der Verein aus Buriram spielte in der ersten Liga des Landes, der Thai League. Nach Vertragsende in der Schweiz nahm ihn Mitte 2013 der thailändische Erstligist Muangthong United unter Vertrag. Bei dem Club aus Pak Kret, einem nördlichen Vorort der Hauptstadt Bangkok, stand er die Rückrunde unter Vertrag. Für Muangthong absolvierte er ein Spiel in der Thai Premier League. 2014 wechselte er zum Ligakonkurrenten BEC Tero Sasana FC. Die Rückrunde wurde er an den ebenfalls in der ersten Liga spielenden PTT Rayong FC aus Rayong ausgeliehen. Am Ende der Saison musste PTT als Tabellensiebzehnter in die zweite Liga absteigen. Mitte 2015 verließ er den Club und schloss sich dem Erstligisten Suphanburi FC aus Suphanburi an. Für Suphanburi spielte er bis Ende 2017 25 Mal in der ersten Liga. 2018 kehrte er für ein Jahr in sein Geburtsland zurück. In der Schweiz nahm ihn der FC Chiasso unter Vertrag. Der Club aus Chiasso spielte in der zweiten Liga, der Challenge League. Anfang 2019 ging er wieder nach Thailand. Hier unterschrieb er einen Vertrag beim Erstligisten Nakhon Ratchasima FC in Nakhon Ratchasima. Für Korat absolvierte er insgesamt 37 Erstligaspiele. Zur Saison 2021/22 wechselte er zum thailändischen Meister BG Pathum United FC. Im Dezember 2022 wechselte er auf Leihbasis zum Zweitligisten Chiangmai FC. Am Ende der Saison 2023/24 belegte er mit dem Klub den vierten Tabellenplatz und qualifizierte sich somit für die Aufstiegsspiele zur ersten Liga. Hier konnte man sich jedoch nicht durchsetzen. Nach 24 Zweitligaspielen kehrte er im Sommer zu BG zurück. Hier wurde jedoch sein Vertrag nicht verlängert. Ende Juli 2024 schloss er sich dem Erstligisten Chiangrai United an. Nach insgesamt sechs Ligaspielen wurde sein Vertrag Ende Dezember 2024 in Chiangrai nicht verlängert. Im Januar 2025 verpflichtete ihn der Zweitligist Mahasarakham SBT FC.

### Nationalmannschaft
Der Stürmer absolvierte 2015 ein Testspiel für die thailändische U-23-Nationalmannschaft.

## Erfolge
BG Pathum United FC
- Thailändischer Zweitligavizemeister: 2021/22  ▲

## Sonstiges
Chitchanok Xaysensourinthone wurde als Sohn eines Laoten und einer Thailänderin in der Schweiz geboren und besitzt damit drei Staatsbürgerschaften.